# A Steady Drip, Drip, Drip
A Steady Drip, Drip, Drip è il ventiquattresimo album in studio del gruppo musicale statunitense Sparks, pubblicato nel 2020.

## Tracce
Testi e musiche di Ron Mael e Russell Mael.
1. All That – 4:44
2. I'm Toast – 3:32
3. Lawnmower – 3:39
4. Sainthood Is Not in Your Future – 4:13
5. Pacific Standard Time – 4:23
6. Stravinsky's Only Hit – 4:10
7. Left Out in the Cold – 4:18
8. Self-Effacing – 3:42
9. One for the Ages – 3:49
10. Onomato Pia – 2:52
11. iPhone – 4:01
12. The Existential Threat – 3:24
13. Nothing Travels Faster Than the Speed of Light – 4:25
14. Please Don't Fuck Up My World – 3:14

## Formazione
- Russell Mael – voce
- Ron Mael – tastiera

Altri musicisti
- Steven Nistor – batteria
- Evan Weiss – chitarra
- Eli Pearl – chitarra
- Patrick Kelly – basso
- Alex Casnoff – tastiera (in One for the Ages)
- Ryan Parrish – sassofono
- Coldwater Canyon Youth Choir – voce (in Please Don't Fuck Up My World)